# Mûr-de-Bretagne
Mûr-de-Bretagne je francouzská obec v departementu Côtes-d'Armor v regionu Bretaň. V roce 2012 zde žilo 2 106 obyvatel. Je centrem kantonu Mûr-de-Bretagne.

## Sousední obce
Caurel, Kergrist (Morbihan), Neulliac (Morbihan), Saint-Aignan (Morbihan), Saint-Connec, Saint-Gilles-Vieux-Marché, Saint-Guen

## Vývoj počtu obyvatel
Počet obyvatel